# Емили ди Шатле
Gabrielle Émilie Le Tonnelier de Breteuil, Marquise Du Châtelet (Париз, 17. децембар 1706 – Париз,  10. септембар 1749) била је француска филозофкиња, математичарка, физичарка и ауторка многих научних дјела током раних 1730-их, све до њене преране смрти због посљедица порођаја 1749. године.
Њено најистакнутије постигнуће је превод и рецензија Исак Њутнове књиге која садржи основне законе физике. Превод је постхумно објављен 1759. године и до данас се сматра једним од најзначајних дјела посвећених областима физике. Њен допринос је везан за њутнову механику, додат је нови постулат о укупној енергији, гдје је један дио енергије кинетичка енергија.
Филозофски магнум-опус Институције Психе (Париз, 1740, прво издање), или Фондације физике, циркулирали су, започињали разне дебате, те је у року од двије године од своје оригиналне публикације, поново објављен и преведен на неколико других језика. Учествовала је у чувеној дебати о најбољем начину мјерења силе тијела. Била је блиска пријатељица Волтера и Фридриха Великог. О њеном животу и раду су бројне биграфије, књиге и представе су написане у два вијека од смрти.
Постхумно, њене идеје су биле веома заступљене у дјелима других филозофа.

## Биографија

### Младост
Емили ди Шатле је рођена 17. децембра 1706. године у Паризу, као једино женско дијете од њих 7. Три брата су доживјела дубоку старост, док су јој двојица браће погинула. Имала је и полусестру Мишел, веома интелигентну жену која је била заинтересована та астрономију и удата за познатог париског официра.
Отац јој је био шеф протокола на двору Луја XIV.

### Образовање
Када је била млађа, отац је ангажовао тренере за физичке способности као што су мачевање и јахање, али како је стекла оређени број година, довео је учитеље. То је резултирало, да Емили до 12е године течно говори Латински, италијански, Грчки и нјемачки језик. Касније је преводила представе и филозофске радове са грчког и латинског на француски. Занимала се математиком, литературом и науком уопштено.

### Брак
Дана 12. јуна 1725. године се удала за маркиза од Шатле-Ломона, Marquis Florent-Claude du Chastellet-Lomont, који се и сам бавио математиком и физиком. Као и многи бракови у то вријеме, и овај је био уговорен. Као вјенчани поклон, њен муж је проглашен гувернером у Бургундији, те су се преселили тамо крајем Септембра 1725. Она је тада имала 18 година а њен муж 34. Имали су троје дјеце.

### Задња трудноћа и смрт
У мају 1748. године започиње аферу са пјесником Жан Франсо де Ламбером и остаје трудна. Страхове да неће преживјети трудноћу наводи у писму које је послала својој пријатељици. У ноћи између 4. И 5. септембра 1749. је родила ћерку, а умрла је 10. септембра у Линевилу, узрок плућна емболија. Кћерка јој такође умире 20 мјесеци послије.

### Наука
Написала је Елементе Њутнове филозофије и превела његове Принципе. За есеј о природи ватре добила је награду Француске академије наука 1737. године.
Иако је била самоука астрономка и математичарка, њени преводи Лајбницових и Њутнових дјела садрже и оригиналне стручне коментаре. Познато је да се није слагала у свему са Њутном, а да је историја науке потврдила да је она била у праву. Наиме, за разлику од Њутна који је тврдио да је кинетичка енергија тијела пропорционална брзини кретања тијела, она је доказала да је енергја тијела пропорционална у ствари квадрату брзине.
Волтер (иначе познат по својој мизогонији) писао је да су се у његово вријеме десила два чуда: једно су радови и открића Исака Њутна, друго да је једна жена те радове превела и објаснила.
За разлику од њених савременица, њој није недостајало самоувјерености. Сматрала је да јој не треба судити по полу већ по заслугама и ономе што говори и ради, као цјеловита особа, као и да можда има метафизичара и филозофа чије је знање веће од њеног, али да их она није срела. Емили ди Шатле Ломон се залагала и за потпуну равоправност жена у образовању. Сматрала је да их држава, ускраћујучи им право на образовање онемогућава да се изразе у науци и умјетности. (Kohlstedt, 1999; Milar i sar., 2003; Zinsser i Haynes, 2006)
Да је тадашња научна заједница познавала и признавала рад жена које су се у то вријеме бавиле науком, доказ је и то што је познати физичар Бернули тврдио да је мање позната Барбара Рајнхард болља математичарка од Емили ди Шатле Ломон. Не знамо шта је о томе мислила она сама.

## Дјела (изворни називи)
Научна
- Dissertation sur la nature et la propagation du feu (1st edition, 1739; 2nd edition, 1744)
- Institutions de physique (1st edition, 1740; 2nd edition, 1742)
- Principes mathématiques de la philosophie naturelle par feue Madame la Marquise du Châtelet (1st edition, 1756; 2nd edition, 1759)

Друге области
- Examen de la Genèse
- Examen des Livres du Nouveau Testament
- Discours sur le bonheur